# Artefakt (UML)
För den tekniska termen se artefakt (mätteknik).

För termen inom arkeologi se artefakt.
Artefakt, engelska artifact, är ett modellinslag i Unified Modeling Language (UML), ett modelleringsspråk främst för programvara men även för andra system. Liksom andra artefakter är de tillverkade av människor.

En artefakt är en följd av en arbetsprocess. Exempel på sådana resultat är filer med källkod som en produkt av mjukvaruutveckling eller ett textdokument som en konsekvens av definitionen i form av krav på ett system.
I UML definieras ett antal stereotyper, eller nyckelord, för särskilda typer av artefakter. Dessa anges inom  guillemet  (« » eller om guillemettecknet inte finns att tillgå, << >>):
- «Document» : ett dokument som inte är «Source» eller «Executable»
- «Source» är en källkod som kan kompileras till en «Executable»
- «File» står för en ospecificerad fil
- «Library» en statisk eller dynamisk biblioteksfil, till exempel DLL
- «Executable» är en körbar fil för en dator
- «Script» är en skriptfil, som kan tolkas i en dator

## Läs mer
- Per Kroll och Philippe Kruchten (2003). The rational unified process made easy: A practitioner's guide to the RUP. ISBN 0-321-16609-4.